# Totentempel des Sethos I. (Abydos)
Der Totentempel des Sethos I. liegt in Abydos in der Nähe von Sohag am westlichen Nilufer 160 Kilometer nördlich von Luxor, etwa 15 Kilometer südwestlich der heutigen Stadt el-Balyana. In antiker Zeit wurde der Ort dem achten oberägyptischen Ta-wer-Gau zugerechnet. Abydos war durch die Verehrung des Gottes Osiris eines der wichtigsten religiösen Zentren des Alten Ägyptens.
Der Totentempel des Sethos I. ist ein Millionenjahrhaus und liegt heute am Stadtrand. Sethos I. bezeichnete sein Tempelhaus deshalb auch: „Das Haus von Millionen von Jahren des Königs von Ober- und Unterägypten Men-maat-Re, dessen Herz in Abydos zufrieden ist“. An der Rückseite der Tempelanlage befindet sich das Osireion.

## Geschichte
Aus dem Nauri-Dekret geht hervor, dass Sethos I. bereits zu seiner Zeit als königlicher Beamter unter Haremhab oder seines Vaters Ramses I. mit dem Bau des Tempels begonnen hatte. Im Nauri-Dekret spricht Sethos I. hinsichtlich der Tempelgründung zunächst in seiner damaligen Funktion als königlicher Beamter und erklärt im Nachwort, dass der Tempel bereits bei seinem Regierungsantritt genutzt wurde:

„Ich habe Gesinde, das ich erwarb, an meinen Tempel gegeben und es nicht im Stich gelassen. Ich habe damit in meiner Jugend begonnen, bis ich die Herrschaft Ägyptens antrat.“

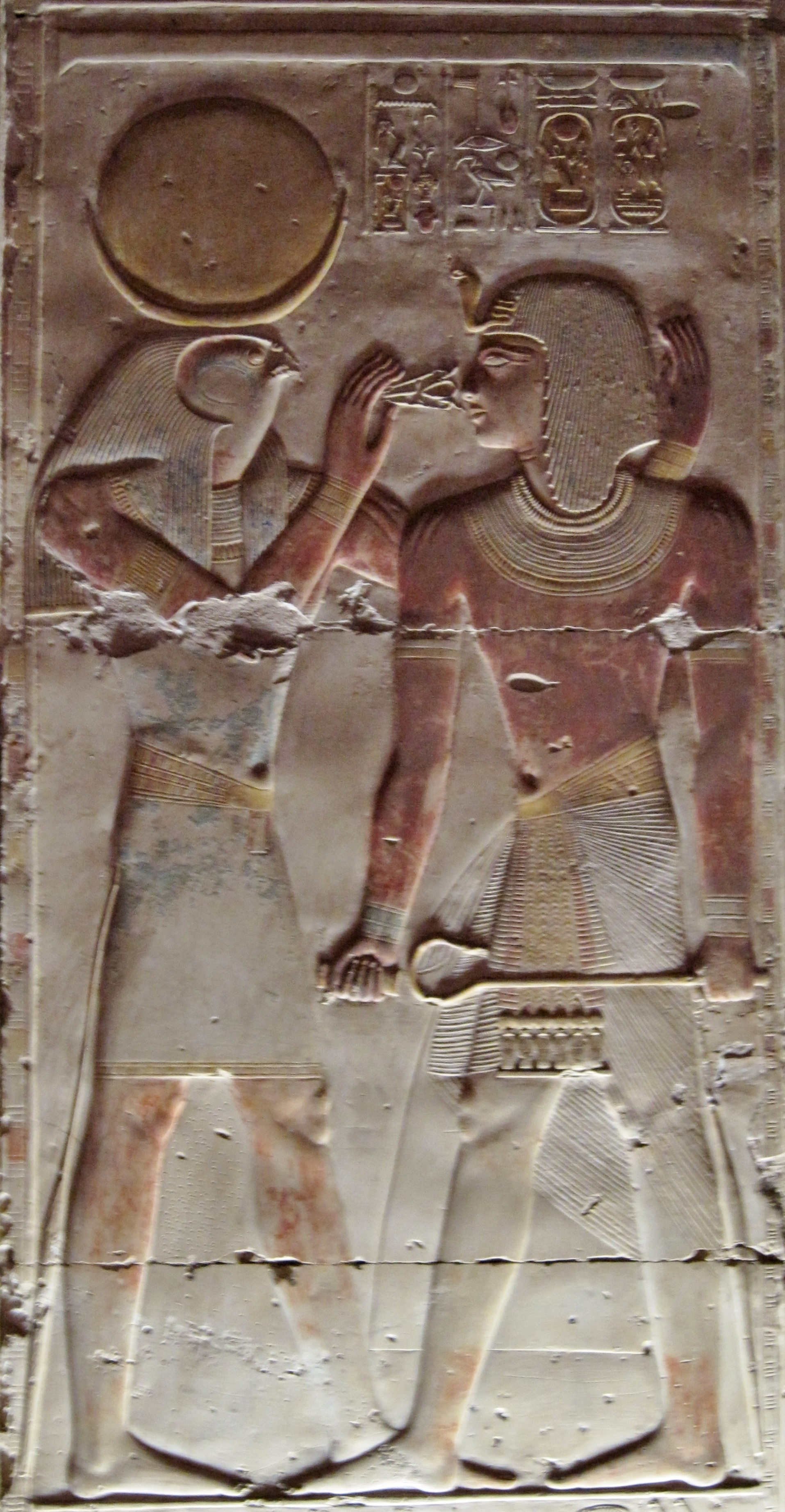
Relief zwischen Amun- und Osiris-Sanktuar

Zudem besteht der Verdacht, dass Sethos I. entweder im Auftrag Haremhabs oder seines Vaters den Totentempel für den damals regierenden König begann und ihn dann selbst übernahm. Diese Annahme erhärtet sich durch die für Ramses I. erst nachträglich begonnene Errichtung einer Kapelle außerhalb des eigentlichen Tempelgeländes. Außerdem verweist eine weitere Erklärung von Sethos I. auf den vorherigen Baubeginn und der damit verbundenen geplanten Nutzung für Haremhab oder Ramses I.: Ich habe meinen Tempel (nach der Thronbesteigung) Millionen Male gereinigt und seine Bewohner erneut geschützt. Besonders auffällig ist weiter der Umstand, dass Haremhab als Vorgänger von Ramses I. im Rechenschaftsbericht von Sethos I. nicht erscheint. Vielmehr bezeichnete Sethos I. sich als denjenigen, der Ägypten im Anschluss an die Amarna-Zeit wiedergeboren hatte.
Im Nauridekret wird ergänzend erwähnt, dass bei Regierungsantritt von Sethos I. der Totentempel schon in den wesentlichen Teilen bestand. Zu diesem Zeitpunkt hatte Sethos I. bereits ein Alter von etwa Mitte Dreißig erreicht. Aufgrund der nur sehr kurzen Regierungsdauer seines Vaters fiel der Baubeginn wahrscheinlich in die Zeit Haremhabs. Als Sethos I. in seinem elften Regierungsjahr verstarb, waren die restlichen Arbeiten an der Tempelanlage zwar noch nicht vollständig beendet, eine dringende Notwendigkeit des Tempelausbaus lag jedoch nicht vor. Es ist daher nicht überraschend, dass sein Sohn Ramses II. erst sehr viel später in kleinem Umfang Erweiterungsmaßnahmen fortführte und zuerst die Bauarbeiten seines eigenen Totentempels fortsetzte, den er bereits zu Lebzeiten seines Vaters begonnen hatte. Merenptah, Enkel des Sethos I., führte den Bau weiter und vollendete das Osireion. Die Kosten des Tempelbaus wurden unter anderem durch die Goldmine in Baramije finanziert.
1859 entdeckte Auguste Mariette den Tempel und befreite ihn in der darauf folgenden Ausgrabung (im Auftrag von  Vizekönig Said) von Sand und Schutt.

## Tempelanlage

### Architektur

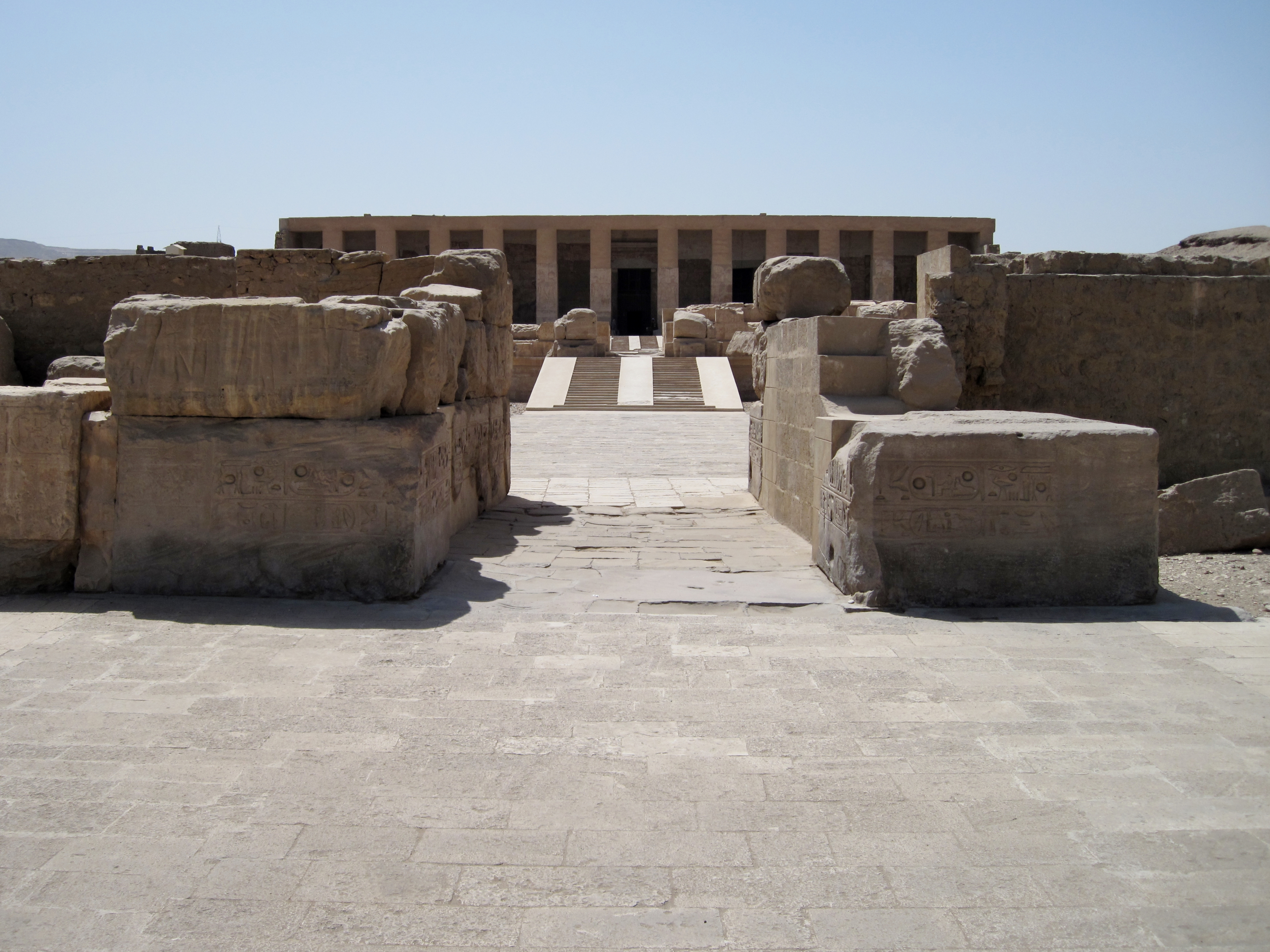
Erster und zweiter Hof vor dem Tempelgebäude

Die Tempelanlage wurde ursprünglich von einer 220 Meter breiten und 273 Meter langen Mauer umfasst. Die Mauer war mehrere Meter dick und bestand aus Nilschlammziegeln. Die Mauer war fünf bis acht Meter hoch und wurde durch mehrere Türme unterbrochen. An der südlichen Seite wurde die Mauer durch einen großen Pylon geöffnet. Dieser südliche Ausgang geht in die Wüste zu den Nekropolen.
Das eigentliche Tempelgebäude hat eine Länge von 157 Metern und eine Breite von 59 Metern. Die Tempelanlage steigt in mehreren Schritten (Terrassen) in der Höhe an, entsprechend dem Modell des Urhügels. Die hinteren Räumlichkeiten, die Sanktuare und der Osiris-Komplex befinden sich an höchster Stelle. Der Stein für den Tempel wurde in den Steinbrüchen in Bechen, Assuan, el-Dibbabija und Dschabal as-Silsila gewonnen.

### Erster und zweiter Pylon

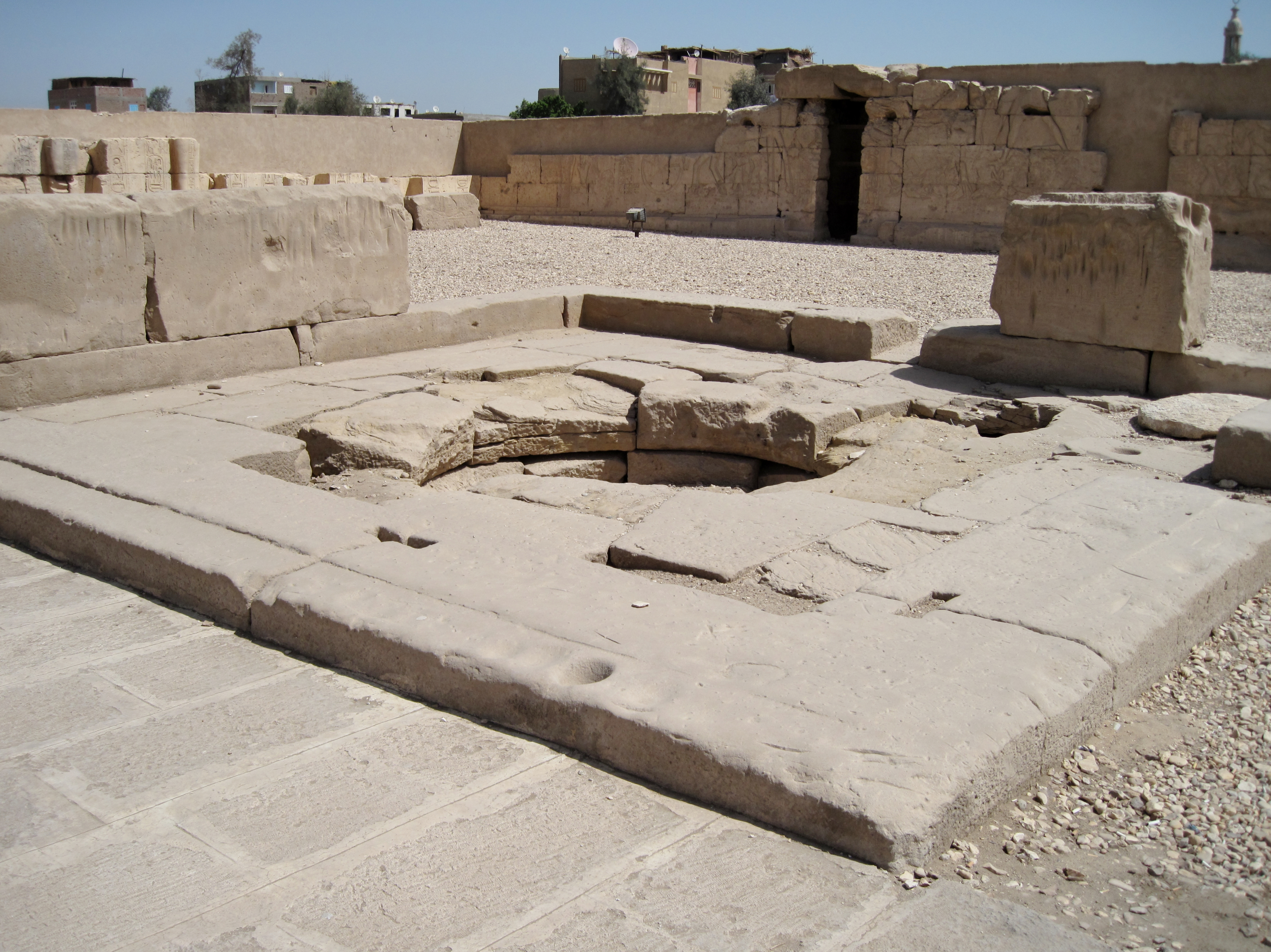
Ehemaliger südöstlicher Brunnen

Nordöstlich liegt der Haupteingang zum Tempelbezirk. Der Pylon, von dem nur noch das Fundament zu erkennen ist, war ca. 30 Meter breit und ca. 3,5 Meter dick. An der Innenseite der Mauer zum ersten Festhof gerichtet befanden sich Nischen, in denen Statuen von Sethos I. und seinem Sohn Ramses II. aufgestellt waren. An den Mauern des Festhofes war die berühmte Schlacht von Quadesch dargestellt. Im Inneren des Hofes befinden sich noch die Überreste von zwei ummauerten Brunnen.
Über eine Rampentreppe erreicht man den zweiten Pylon und den dahinter liegenden zweiten Festhof. Der zweite Pylon, in seinen Abmessungen etwas kleiner als der erste, wird durch eine Halle mit zwölf Pfeilern gebildet. Neben dem Tor in der Mitte des Pylons gibt es hier noch eine kleine Tür am nördlichen Ende. Die Inschriften sind hier besser erhalten als die am ersten Pylon und zeigen Ramses II. vor verschiedenen Göttern und bei verschiedenen Schlachten. Hier befindet sich auch eine Inschrift, die die Wiederaufnahme der Bauarbeiten am Tempel durch Ramses II. beschreibt.

### Hauptgebäude

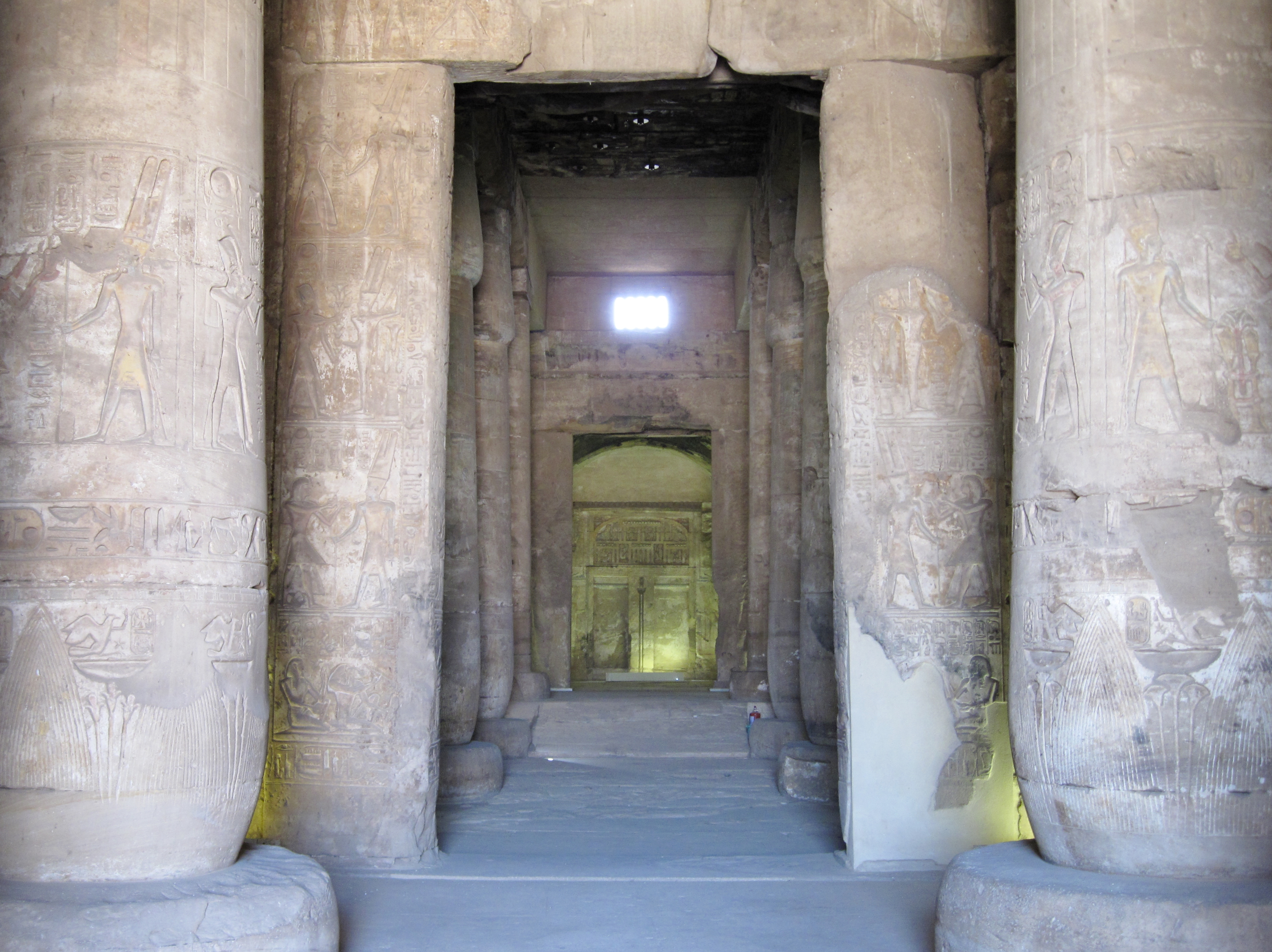
Erste und zweite Säulenhalle vor der Kapelle des Amun

Eine Rampentreppe führt vom zweiten Hof in die Vorhalle des Hauptgebäudes. Die Decke der Vorhalle wird von zwölf Säulen getragen. Ursprünglich waren sieben nebeneinander angelegte Hauptachsen geplant, die jeweils zu einem der Sanktuare führen sollten. Ramses II. hat allerdings den Plan geändert und die Zugänge zu den Heiligtümern von Sethos I., Ptah, Re-Harachte und Isis zumauern lassen.
Der erste Säulensaal (auch Erscheinungssaal) ist ca. 26 Meter breit und 5,5 Meter tief. Die Decke wird von 24 Papyrussäulen gehalten. Auf einem der Architrave befinden sich auch die sogenannten Abydos-Hieroglyphen. Die Wände sind mit 14 Toren unterbrochen, durch die man in den zweiten Säulensaal gelangt.
Der zweite Säulensaal ist ebenfalls 26 Meter breit und acht Meter tief. Hier wird die Decke von zwei Säulenreihen zu je 12 Säulen getragen. Von der zweiten Säulenreihe führen sieben Rampentreppen zu den sieben Sanktuaren. Aus dem zweiten Säulensaal gelangt man ebenfalls in die Königsgalerie.

### Sanktuare

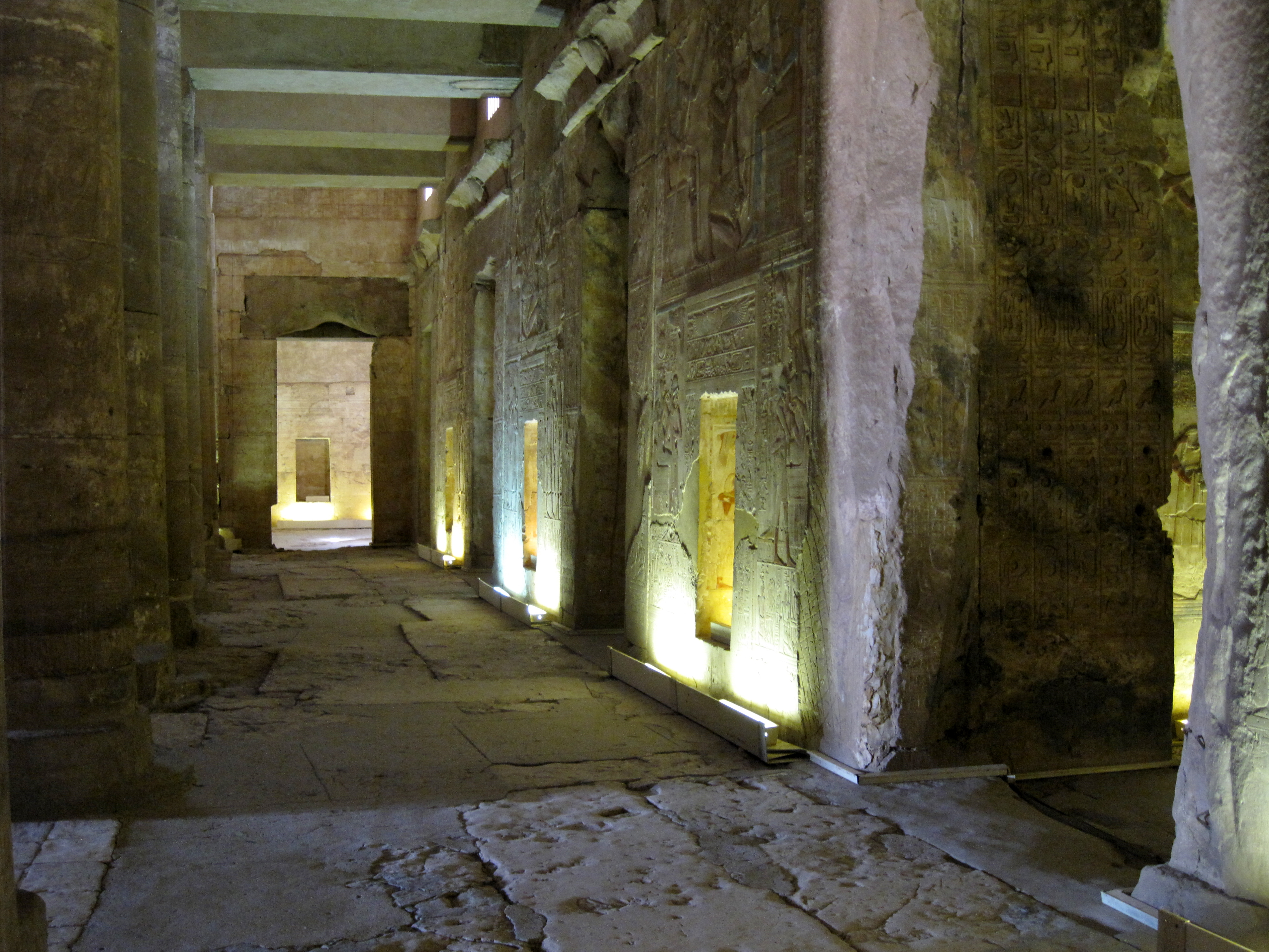
Zweite Säulenhalle (Opfertischsaal) mit den Eingängen zu den Sanktuaren

Im Tempel des Sethos I. gibt es sieben Sanktuare (Kapellen). Die erste Kapelle war dem vergöttlichten König Sethos I. geweiht. Die Wanddarstellungen zeigen Sethos I. wie er das Heiligtum betritt, beobachtet vom Priester Iun-mutef und mit neun Göttern als Zeugen.
Horus und Thot werden bei der Vereinigung der beiden Länder ebenso abgebildet wie auch der Priester Iun-mutef, der Sethos I. das göttliche Speiseopfer darbringt. Ergänzend ist die Krönung Sethos I. durch die Götter Horus und Thot zu sehen. An der Rückwand der Kapelle ist, wie in jedem Sanktuar, eine Scheintür angebracht. Die weiteren Kapellen dienten den Kulten der sechs weiteren Götter Ptah, Re-Harachte, Amun-Re, Osiris, Isis und Horus.
Im südlichen Seitenflügel befindet sich eine Kapelle zu Ehren des Gottes Ptah-Sokar. Ptah-Sokar stellt zusammen mit Osiris die Schöpfung, den Tod und die Auferstehung dar. Ein Relief an der Wand dieser Kapelle zeigt wie Isis von dem bereits verstorbenen Osiris den gemeinsamen Sohn Horus empfängt.

### Osiris-Komplex

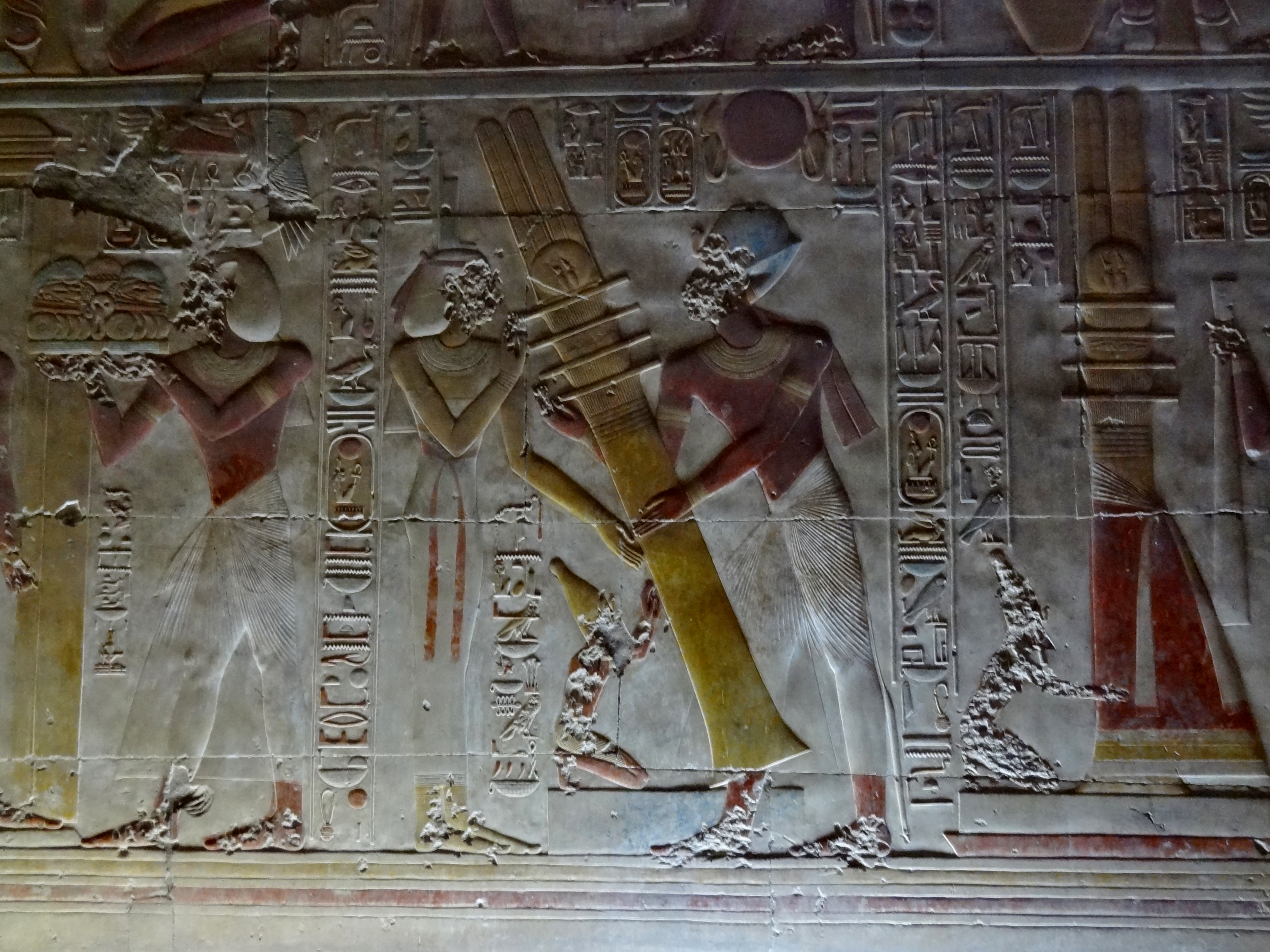
Relief im Osiris-Komplex

Durch das Heiligtum des Osiris gelangt man in einen Tempelbereich, in dem die Auferstehung des Osiris gefeiert wurde. Es ist das einzige Sanktuar mit einer richtigen Tür statt einer Scheintür. Die Wanddarstellungen in dem angeschlossenen Säulensaal sind in einem sehr schlechten Zustand. Aber man kann ihnen entnehmen, dass die Auferstehung des Gottes durch Gebete und Zaubersprüche die zentrale Handlung darstellt.
Von diesem Saal aus gehen an der Nordseite drei Kapellen ab. Diese Kapellen sind Horus, Osiris und Isis gewidmet. Gegenüber liegt noch ein kleiner Saal mit vier Säulen, hier sind die Wanddarstellungen jedoch auch sehr stark beschädigt.

### Königsgalerie

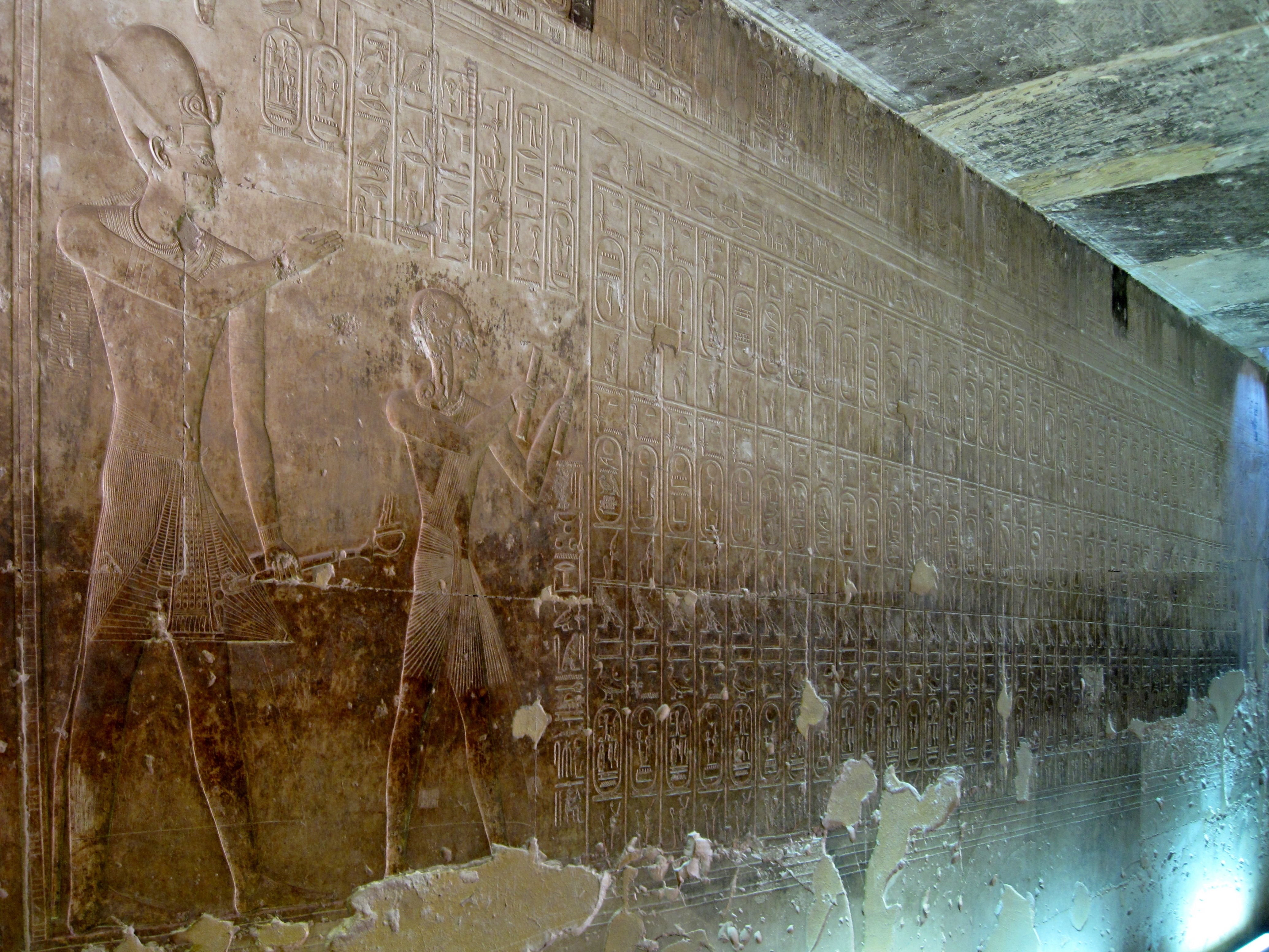
Sethos I. und sein Sohn Ramses mit Blick auf die Königsliste von Abydos

Neben dem Kapellenbereich des Ptah-Sokar befindet sich ein Durchgang, der sich zu einem schmalen Gang öffnet. Der Raum ist heute unter dem Namen Königsgalerie bekannt und enthält ein bedeutendes Relief der ägyptischen Geschichte, die „Königsliste von Abydos“. Die Kartuschen umfassen die zur Regierungszeit Sethos I. bekannte Genealogie von 76 Herrschern Ägyptens von Menes bis Sethos mit Ausnahme der 1. und 2. Zwischenzeit sowie von fünf Pharaonen der 18. Dynastie, die (aus staatspolitischen/religiösen Gründen, Damnatio memoriae) ausgelassen wurden.

## Literatur

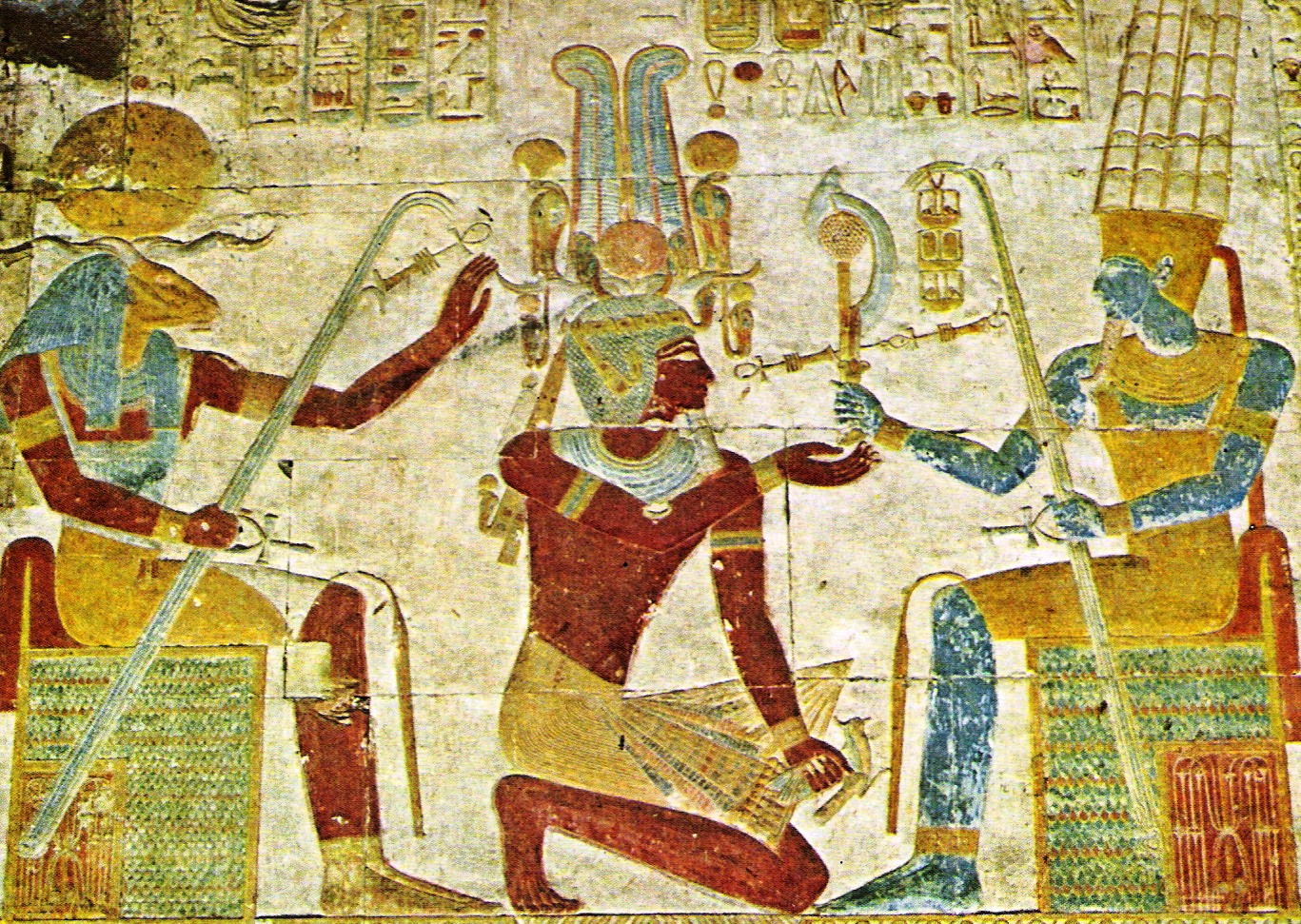
Khnum, Sethos I. und Amun im Tempel des Sethos I.

### Kapelle für Ramses I.
Anlässlich der Ehrung seines Vaters Ramses I. hatte Sethos I. nördlich seines Tempelbezirks in Abydos eine Kapelle mit eigenen Umfassungsmauern errichten lassen. Im Hof der Kapelle ließ er zusätzlich einen Denkstein aufstellen. Ramses II. legte später nördlich auf gleicher Höhe seinen Tempel an.
Die Kapelle wird von Sethos I. im Denkstein sowie an der Fassade der Kapelle als Nebengebäude deklariert: Ich habe ihm (Ramses I.) ein Haus auf dem Platz Abydos errichtet, im Norden meines herrlichen Hauses. Das Ehrenbauwerk stand außerhalb der Mauer des großen Tempels. Da Sethos I. die Kultvorschriften für seinen Vater am Schluss seiner Thronübernahmeerklärung niedergeschrieben hatte, konnten die damit verbundenen Opferhandlungen schon unmittelbar nach dem Regierungsantritt von Sethos I. vollzogen werden.
Diese Erklärung zeigt, dass die Kapelle für Ramses I. für den Vollzug der Zeremonien errichtet war und mit den Bauarbeiten bereits während der Amtszeit von Ramses I. begonnen wurde. Bei Thronbesteigung seines Vaters muss sich deshalb die Anlage des großen Totentempels schon im Bau befunden haben.